# واژ-واج‌شناسی
واژ-واج‌شناسی یا صرف-واج‌شناسی یکی از سطوح مطالعهٔ زبان است که به‌طور کلی در آن، تعامل بین صرف و واج‌شناسی یا فرایندهای صرفی و آوایی مطرح است.

## معرفی
هنگامی که تکواژی به واژه‌ای می‌پیوندد، می‌تواند محیط آواییِ تکواژهای دیگر در آن واژه را تغییر دهد. زبان‌شناس در مطالعهٔ خود راجع به سطح صرف-واج‌شناختی، در تلاش است که این فرایند را توصیف کند. ساختار صرفی-واجی یک زبان عموماً به شکل دسته‌ای از قواعد نشان داده می‌شود، که در شکل آرمانی می‌توانند هر تناوب صرفی-واجی‌ای را که در زبان رخ می‌دهد، توصیف کنند.
به عنوان مثالی از تناوب صرفی-واجی در زبان، می‌توان از نمونهٔ مشهوری از زبان انگلیسی یاد کرد. در زبان انگلیسی، پسوند جمع‌ساز در شکل نوشتاریِ خود به دو صورتِ "s-" یا "es-" ظاهر می‌شود و در زبان گفتار به سه شکلِ [s]، [-z-] و [ɪz-] تبلور می‌یابد. اما در این میان، بنابر آنچه زبان‌شناسی زایشی به ما ارائه می‌دهد، هنگام سخن‌گفتن از پسوند جمع در سطح انتزاعی‌تر در صرف یا سطوح پیش از سطحِ واج‌شناسی، باید تنها به وجود یک تکواژ جمع‌ساز قائل شویم که هرگاه این تکواژ انتزاعی به سطح آوایی می‌رسد، بسته به محیطی که در آن ظاهر می‌شود، می‌تواند به یکی از صورت‌های [s]، [-z-]، یا [ɪz-] ظاهر شود. مثلاً هرگاه این پسوند جمع‌ساز به واژه‌ای چون cat (گربه) افزوده شود، محیط آواییِ این واژه حکم می‌کند که تکواژ جمع به صورت [s-] ظاهر شود. هرگاه این پسوند در سطح صرف به واژه‌ای چون dog (سگ) افزوده شود، به صورت [z-]، و بالاخره در صورت افزوده شدن به واژه‌ای چون horse (اسب)، به‌خاطر شرایط آواییِ این واژه، به صورت [ɪz-] ظاهر می‌شود.
در واج‌شناسی به‌طور اعم، و در صرف-واج‌شناسی به‌طور اخص، به دنبال پاسخ به این پرسش هستیم که اگر قرار باشد تکواژها در سطوح انتزاعی‌تر به هم متصل شوند، و هر تکواژ تنها یک صورت انتزاعی داشته باشد، پس چگونه می‌شود که در سطح واج‌شناسی، تکواژها می‌توانند صورت‌های مختلف داشته باشند؟ اگر قرار باشد برای هر تکواژ یک صورت قائل شویم، آن صورتِ اصلی یا زیربنایی چه خواهد بود؟ و بالاخره اینکه در صورت یافتن صورت زیربنایی، طی چه قواعدی صورت‌های متناوب دیگر به‌دست داده می‌شوند؟
بنابر قواعد حاکم بر سطح صرف-واج‌شناسی، یعنی سطحی که در آن صرف، که انتزاعی‌تر است، با سطح آوایی در تعامل قرار می‌گیرد، صورت زیربناییِ این تکواژ، /z-/ است. این بدان معنی است که در سطح صرف به‌هنگام شکل‌گرفتن صورت cats، تکواژها به صورت /kat-z/ خواهند بود. وجود یک واج بی‌واک، در این مثال یعنی /t/ پایانیِ پایه، در مجاورت تکواژ جمع‌ساز /z-/ باعث تغییر صورت این پسوند می‌گردد و بدین ترتیب در سطح آوایی، شکل [kat-s] به‌دست داده می‌شود. همین پسوند پس از واژهٔ horse‏ (واج‌نویسی: /hɔ(r)s/) به دلیل مشخصات آواییِ آخرین واج این واژه، به [ɪz-] تبدیل می‌گردد. به عنوان مثال دیگری از این دست، بازهم از زبان انگلیسی، می‌توان به پسوند گذشته‌ساز در این زبان اشاره کرد. این پسوند در سطح آوایی به سه صورتِ [d]، [-t-]، و [ɪd-] ظاهر می‌شود، اما قواعد حاکم بر سطح صرفی-واجی به ما نشان می‌دهند که پسوند گذشته‌ساز در واقع صورت [d-] است که در هرجا که بافت آوایی ایجاب کند، دو صورت دیگر از آن به‌دست داده می‌شوند. در زبان‌شناسی، صورت‌های متناوب را تکواژگونه‌های تکواژ اصلی می‌دانند.